# Tutong
Tutong è una città del Brunei, capitale del distretto di Tutong e conta 12.893 abitanti. La città occupa una superficie di quattro chilometri quadrati.

## Scuole
La città ha scuole di primo e secondo grado. Per studi ulteriori, gli abitanti sono costretti a recarsi in altri distretti. Nel territorio sono presenti le seguenti scuole:
- Muda Hashim Secondary School
- Sufri Bolkiah Secondary School
- Sayyidina Othman Secondary School